# Pont Napoléon (Lille)
Pour les articles homonymes, voir Pont Napoléon.
Le pont Napoléon est un ouvrage d'art situé à Lille dans le département français du Nord en Nord-Pas-de-Calais. Il est nommé en l'honneur de Napoléon Ier. Traversant la Moyenne-Deûle, le pont comporte le nom de plusieurs victoires napoléoniennes.
Le pont est détruit en 1918 par l'armée allemande lors de sa fuite durant la Première Guerre mondiale. Il est reconstruit partiellement en 1920 et à nouveau détruit par les Allemands en 1944. Un projet de reconstruction est planifié en 1939 ; le pont a été reconstruit à l'identique en 2014.

## Histoire

### Premier pont: 1812 - 1918
En 1809, le préfet du Nord, François René Jean de Pommereul propose à la mairie de Lille de bâtir un pont entre l'Esplanade et la citadelle. Le pont est bâti selon les plans de Benjamin Joseph Dewarlez. Celui-ci comporte les noms des victoires françaises lors des batailles napoléoniennes.
En 1814, le préfet et le maire effacent les inscriptions des batailles et renomment le pont en « pont du Duc de Berry ». Au fil des années, le pont vieillit ; il fallut enlever le toit.
En 1849, Philippe Cannissié, architecte de la Ville de Lille, reconfigure la passerelle et, pour alléger le tablier, place les sphinges de bronze au pied des piles.[réf. nécessaire]
Durant la Première Guerre mondiale, les Allemands effacent les noms de Valmy, d'Austerlitz, d'Aboukir, de Wagram, d'Iéna, de Rivoli, de Ratisbonne et de Marengo, gravés sur les socles de soutènement. Il est détruit en 1918 lors de la fuite de l'Allemagne.

### Deuxième pont: 1920 - 1944
Pour l'Exposition internationale de 1920, le pont Napoléon est en partie reconstruit en 1920. Celui-ci est de nouveau détruit par les Allemands lors de leur fuite durant la Seconde Guerre mondiale.

### Troisième pont: depuis 2014
Le projet de reconstruction du pont était lancé dès 1939, mais la Seconde Guerre mondiale a retardé le projet,.
En 2014, dans le cadre de la réhabilitation globale du parc de la citadelle, le pont Napoléon est rebâti dans la version revisitée de Philippe Canissié, avec néanmoins de nouvelles phinges et des culées en béton recouvertes des pierres et des sculptures d'origine. Les travaux sont réalisés tout au long de l'année 2014, mais dès le 3 juillet 2014, les deux rives de la Moyenne Deûle se rejoignent par la pose d'un nouvel arc métallique ,.
Cette réalisation a été financée par Lille Métropole pour un montant de 1,8 million d'€ .

## Caractéristiques
Le premier pont avait un toit, ce qui en fit le premier en Europe lors de sa construction en 1812. Il fut néanmoins enlevé par la suite puis reconstruit lors de la rénovation récente du pont (2014).
Selon Henri Bruneel, le tout premier pont était bâti en bois. Lors de la construction du troisième pont, celui-ci est recouvert près de l’eau, de pierres de grès bleu et, plus haut, de pierres blanches de la carrière de Rune, d'Ascain. Ce sont les mêmes carrières qui ont fourni tous les matériaux pour le premier pont.
Le premier pont comportait le nom de plusieurs victoires napoléoniennes, détruits au burin depuis.
La base de chaque escalier est encadrée de 2 piliers ornementés, et de deux sphinx grecs (fonte laquée vert foncé).

## Dans les arts
Jean-Joseph Durig fait en 1810 une gravure du pont.